# Uglovka
Uglovka è un insediamento di tipo urbano della Russia europea nordoccidentale, situato nella oblast' di Novgorod; appartiene amministrativamente al rajon Okulovskij.